# 王五四
王五四（1982年—），本名王永智，山东烟台人，中国大陆网路紅人、专栏作家。

## 生平
2005年毕业于山东大学。因微信公众号“王五四”上的辛辣犀利的时评文章被中国大陆网友熟知，女权研究者曾金燕将王五四比作微信时代的韩寒。

## 人物评价
- 溫云超：“他（王五四）把对政治人物和一些公共政策的批评隐藏在文章中，直指社会的强势的作恶，及对这些强势群体的调侃；他文字的活泼，受众阅读的快感，传播的速度，打造出一个特殊的传播案例”[8]。
- 野渡：“相对于前社交媒体时代网络大V，王五四发出的是另外一种标新立异的声音，他的话语完全颠覆了以前那些大V们启蒙性的话语，也解构了体制的话语霸权”[8]。
- 曾金燕：“从媒介、民间舆论需求的关系角度来讲，在2009年开始的新社交媒体时代，韩寒其实就是今天动辄微信公号文章阅读量过10万但随时被封号的王五四”[6]。